# Kopys
Kopys (em bielorrusso: Копысь; em russo: Копысь; em polonês/polaco: Kopyś; em iídiche: קאָפּוסט) é um assentamento de tipo urbano na cidade de Orsha, voblast de Vitebsk, Belarus.  Em 2024, sua população era de 609 habitantes.

## História

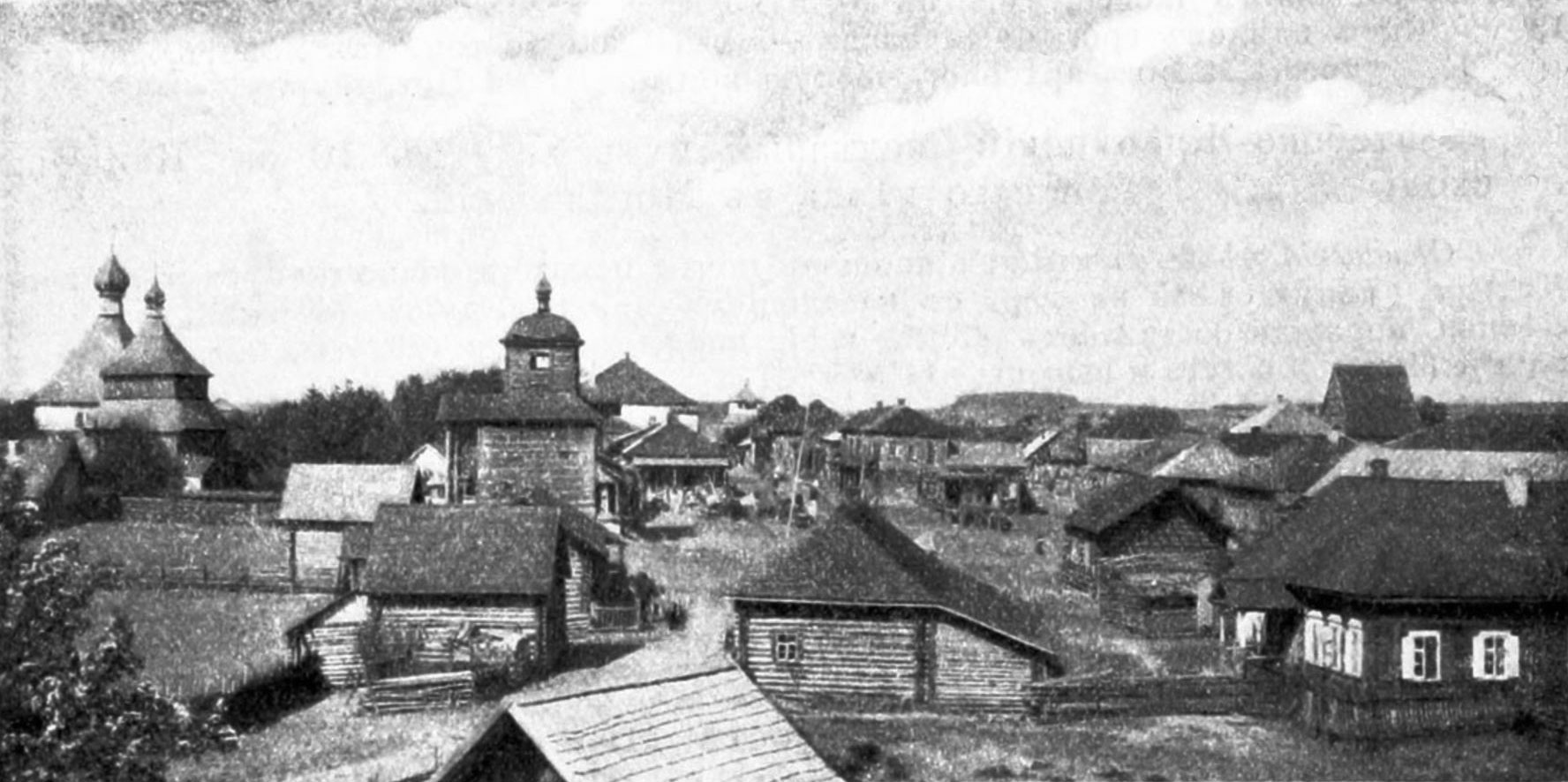
Kopys no início do século 20

As primeiras referências a Kopys são datadas de 1059. A partir do século XIV, pertenceu ao Grão-Ducado da Lituânia, e posteriormente à União Polaco-Lituana, após a União de Krewo em 1385. Administrativamente, fazia parte da voivodia de Vitebsk. Recebeu seis direitos de cidade no século XVI. Era uma cidade privada de propriedade da família Ostrogski, que depois de 1594 passou a ser da família Radziwiłł. Lá havia um castelo, e posteriormente uma igreja calvinista, fundada por Krzysztof Mikołaj Radziwiłł. Durante a Grande Guerra do Norte em 1707, Kopys foi destruída pelas tropas do Czar Russo. Em 1772, foi incorporada ao Império Russo durante a Primeira Partilha da Polônia.
A dinastia hassídica Kapust surgiu em Kopys. No final do século XVIII, a cidade possuía uma tipografia judaica.

## Pessoas notáveis
- Alexander Lukashenko (1954–), presidente de Belarus (1994–)
- David Remez (1886–1951), político israelense
- Veniamin Blazhenny (1921–1999), poeta

## Links externos
- Kopys no site radzima.org
- Bandeira de Kopys
- Brasão de Kopys
- O assassinato dos judeus de Kopys durante a Segunda Guerra Mundial, no site do Yad Vashem